# Genicanthus lamarck
Genicanthus lamarck är en fiskart som först beskrevs av Lacepède 1802.  Genicanthus lamarck ingår i släktet Genicanthus och familjen Pomacanthidae. IUCN kategoriserar arten globalt som livskraftig. Inga underarter finns listade i Catalogue of Life.